# Zatoka jamista

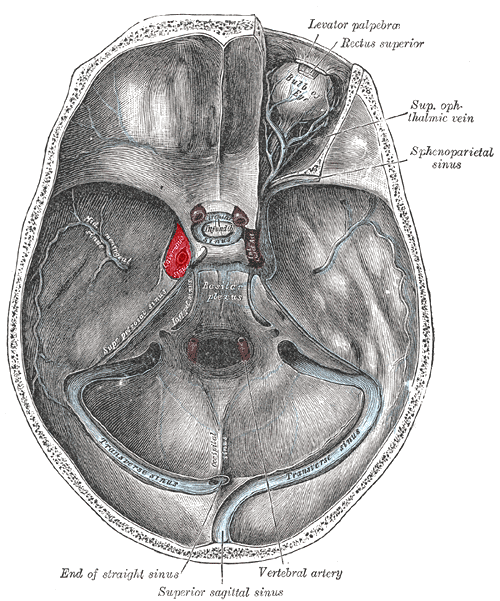
Podstawa czaszki, widok z góry. Topografia lewej zatoki jamistej (zaznaczona na czerwono)

Zatoka jamista (łac. sinus cavernosus)  – w anatomii człowieka parzysta zatoka opony twardej mózgowia, należąca do grupy dolnej (przednio-dolnej) zatok, będąca najszerszą z zatok tej grupy. Leży po obu stronach siodła tureckiego. Jest obszerną jamą poprzedzielaną beleczkami łącznotkankowymi wysłanymi śródbłonkiem. Na przekroju ma wygląd gąbczasty. Wytworzyła się ze zlania żył, których ściany uległy częściowemu zanikowi, pozostawiając jedynie wspomniane beleczki. 
Ma kształt trójkąta, w którym można wyróżnić trzy ściany. Ściana górna utworzona jest przez przeponę siodła, wypustkę opony twardej. Rozpostarta jest pomiędzy wyrostkami pochyłymi przednimi i tylnymi. Przechodzi przez nią tętnica szyjna wewnętrzna. Ściana przyśrodkowa w części górnej graniczy z przysadką mózgową. Część dolna przylega do bocznej powierzchni trzonu kości klinowej. Ściana boczna pokryta jest oponą twardą. W części tylnej przylega do niej kieszonka opony twardej, w której znajduje się zwój trójdzielny nerwu trójdzielnego. Część przednia przylega do płata skroniowego.
Zatoka jamista rozciąga się od szczeliny oczodołowej górnej do szczytu części skalistej kości skroniowej. W jej świetle i na jej obwodzie przebiega wiele ważnych struktur anatomicznych. Tętnica szyjna wewnętrzna otoczona splotem współczulnym wchodzi do zatoki przebijając przeponę siodła tureckiego od tyłu. Następnie przebiega w niej esowato opuszczając ją w ścianie górnej. Tuż po wyjściu z zatoki tętnica szyjna wewnętrzna oddaje tętnicę oczną. Nieco bocznie i ku dołowi od tętnicy szyjnej wewnętrznej w świetle zatoki biegnie nerw odwodzący. Tętnica i nerw otoczone są śródbłonkiem, który leży we krwi przepływającej przez zatokę. W jej bocznej ścianie, nie będąc w bezpośrednim kontakcie z zatoką, począwszy od góry przebiegają: nerw okoruchowy, nerw bloczkowy, nerw oczny i nerw szczękowy. 
Obie zatoki jamiste (prawa i lewa) łączą się ze sobą od przodu i tyłu za pośrednictwem zatok międzyjamistych, które biegną na przednim i tylnym obwodzie przysadki mózgowej. Przysadka mózgowa jest więc otoczona kręgiem żylnym (zatoką okrężną, zatoką Ridleya), który tworzą od boków zatoki jamiste, a z przodu i tyłu zatoki międzyjamiste.

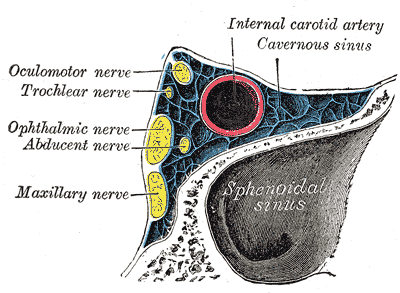
Lewa zatoka jamista widziana od tyłu.

Do zatok jamistych uchodzą następujące naczynia żylne:
- żyła oczna górna, która odprowadza krew z oczodołu;
- żyła oczna dolna, zwykle uchodząca do żyły ocznej górnej, jednak w niektórych przypadkach mogąca bezpośrednio uchodzić do zatoki jamistej;
- żyła środkowa siatkówki – biegnąca wewnątrz nerwu wzrokowego, po jego opuszczeniu przez szczelinę oczodołową górną;
- zatoka klinowo-ciemieniowa – zbierająca krew z powierzchownych żył półkul mózgu. Uchodzi do zatoki pod wyrostkiem pochyłym przednim, często przedtem łącząc się z żyłą środkową powierzchowną mózgu;
- żyły oponowe;
- żyły przysadki mózgowej;
- żyły kości klinowej;
- zazwyczaj także żyły błędnika[1].

Z zatoki jamistej krew odpływa następującymi zbiornikami żylnymi:
- zatoka skalista górna – stanowi górną część odpływu krwi z zatoki jamistej. Biegnie ona ku tyłowi i bocznie w przyczepie namiotu móżdżku po górnej powierzchni części skalistej kości skroniowej, wpadając następnie do zatoki esowatej lub zatoki poprzecznej;
- zatoka skalista dolna – dolna, większa część odpływu z zatoki jamistej, biegnie w swojej bruździe w dolnym odcinku części skalistej kości skroniowej w kierunku przyśrodkowego brzegu otworu szyjnego. Uchodzi do żyły szyjnej wewnętrznej[1].

Za pośrednictwem splotu żylnego otworu owalnego oraz splotu żylnego tętnicy szyjnej wewnętrznej zatoka jamista łączy się ze splotem skrzydłowym. Obustronnie łączy się też ze splotem podstawnym, leżącym na stoku.